# Gordon Durie
Gordon Scott Durie (Glasgow, 6 de Dezembro de 1965) é um ex-futebolista escocês.Foi um dos maiores centroavantes que o futebol escocês já produziu, sabia se colocar dentro da área e ainda era especialista no jogo aéreo,foi assim que atuou pela seleção de seu país durante quase quinze anos.

## Títulos
Tottenham
- Supercopa da Inglaterra: 1992

Rangers
- Campeonato Escocês: 1994, 1995, 1996, 1997, 1999, 2000
- Copa da Escócia: 1996, 1999, 2000

### Individuais
- Seleção do Campeonato Inglês da Segunda Divisão: 1988/89